# Cúmulo globular M79
Messier 79 (también conocido como M79 o NGC 1904) es un cúmulo globular en la constelación Lepus. Fue descubierto por Pierre Méchain en 1780. El M79 está a una distancia de unos 41 000 años luz desde la Tierra y 60 000 años luz desde el centro galáctico.